# 대한민국 상법 제434조
대한민국 상법 제434조는 정관변경의 특별결의에 대한 상법 회사법의 조문이다.

## 조문
상법 제434조 (정관변경의 특별결의) 제433조제1항의 결의는 출석한 주주의 의결권의 3분의 2이상의 수와 발행주식총수의 3분의 1이상의 수로써 하여야 한다. 

## 같이 보기
- 대한민국 상법 제368조 총회의 결의방법과 의결권의 행사